# Skatteberga
Skatteberga, småort i Södra Sandby socken i Lunds kommun, belägen längs väg 958 mellan Södra Sandby och Revingeby. Från Skatteberga leder väg 961 till Flyingeby.
Skatteberga var tidigare en hållplats längs Lund-Revinge-Harlösa järnväg.